# 정동윤 (정치인)
정동윤(鄭東允, 1937년 12월 7일 ~ )은 대한민국의 정치인이다. 제12·13대 국회의원을 지냈다.

## 학력
- 영천임고초등학교 졸업
- 경주중학교 졸업
- 경주고등학교 졸업
- 고대 법대, 동대학원 경영학 박사

## 경력
- 대한해운공사 부사장
- 대한선주콘테이너(주) 대표이사
- 고대,명지대,숭실대 강사
- 배재대학교 교수
- 민정당 교체 분과위원장
- 민자당 정책위 수석부의장 겸 제1정책조정실장
- 배재대학교 사회대학장
- 새천년민주당 경북도당 영천시 지구당 위원장
- 한국지역난방공사 사장
- 극동대학교 석좌교수
- 극동대학교 재단 이사장

## 역대 선거 결과
|  | 35.2% |

|  | 51.38% |

|  | 37.57% |

|  | 20.49% |

|  | 35.99% |

|  | 48.71% |